# Campionat del món de ciclisme en pista de 1980
El Campionat Mundial de Ciclisme en Pista de 1980 es va celebrar a Besançon (França) del 3 al 7 de setembre de 1980. Les competicions es van celebrar al Stade Léo Lagrange de Besançon. En total només es va competir en 10 disciplines, 8 de masculines i 2 de femenines, a causa de coincidir amb els Jocs Olímpics de Moscou. En aquesta edició va debutar el keirin masculí.

## Resultats

### Masculí

#### Professional
| Prova                 | Or                         | Argent                          | Bronze                         |
| Velocitat individual  | Koichi Nakano · Japó       | Masahito Ozaki · Japó           | Daniel Morelon · França        |
| Persecució individual | Anthony Doyle · Regne Unit | Herman Ponsteen · Països Baixos | Hans-Henrik Ørsted · Dinamarca |
| Cursa per punts       | Stan Tourné · Bèlgica ·    | Giovanni Mantovani · Itàlia ·   | Heinz Betz · RFA ·             |
| Keirin                | Danny Clark · Austràlia    | Daniel Morelon · França         | Niels Fredborg · Dinamarca ·   |
| Darrere moto          | Wilfried Peffgen · RFA     | René Kos · Països Baixos        | Bruno Vicino · Itàlia          |

#### Amateur
| Prova           | Or                                             | Argent                                | Bronze                                     |
| Tàndem          | Txecoslovàquia · Ivan Kučírek · Pavel Martinek | França · Yvon Cloarec · Franck Depine | Itàlia · Giorgio Rossi · Floriano Finamore |
| Darrere moto    | Gaby Minneboo · Països Baixos                  | Mattheus Pronk · Països Baixos        | Bartomeu Caldentey Espanya                 |
| Cursa per punts | Gary Sutton · Austràlia                        | Viktor Manakov · Unió Soviètica       | Josef Kristen · RFA                        |

### Femení
| Prova                 | Or                                  | Argent                            | Bronze                         |
| Velocitat individual  | Sue Novara · Estats Units ·         | Galina Tsareva · Unió Soviètica · | Claudia Lommatzsch · RFA       |
| Persecució individual | Nedega Kibardina · Unió Soviètica · | Karen Strong · Canadà ·           | Petra de Bruin · Països Baixos |

## Medaller
| Pos. | País           | Or | Plata | Bronze | Total |
| 1    | Austràlia      | 2  | 0     | 0      | 2     |
| 2    | Països Baixos  | 1  | 3     | 1      | 5     |
| 3    | Unió Soviètica | 1  | 2     | 0      | 3     |
| 4    | Japó           | 1  | 1     | 0      | 2     |
| 5    | RFA            | 1  | 0     | 3      | 4     |
| 6    | Regne Unit     | 1  | 0     | 0      | 1     |
| -    | Bèlgica        | 1  | 0     | 0      | 1     |
| -    | Txecoslovàquia | 1  | 0     | 0      | 1     |
| -    | Estats Units   | 1  | 0     | 0      | 1     |
| 10   | França         | 0  | 2     | 1      | 3     |
| 11   | Itàlia         | 0  | 1     | 2      | 3     |
| 12   | Canadà         | 0  | 1     | 0      | 1     |
| 13   | Dinamarca      | 0  | 0     | 2      | 2     |